# Order Świętej Anny

Sposób mocowania do rękojeści orderu III klasy, od 1815 – IV klasy.

Order Świętej Anny (ros. Орден Святой Анны) – od 1735 do 1797 order domowy oraz zasługi holsztyńskiej dynastii Schleswig-Holstein-Gottorp, panującej w księstwie Gottorp, w Szwecji oraz w 1762 i ponownie od 1796 w Imperium Rosyjskim. W 1797 car Paweł I wcielił go do systemu orderów carskich jako Opдeн cв. Aнны i przydzielił mu najniższe miejsce w ich hierarchii.

## Historia

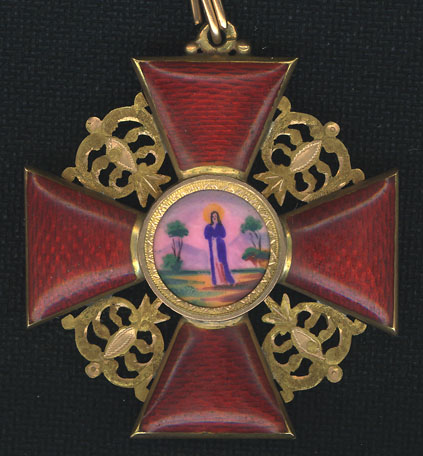
Odznaka orderu I klasy, 1860

Intencję ufundowania orderu ogłosił już 26 maja 1725 oblubieniec Anny Piotrowny (córki Piotra Wielkiego i Katarzyny I), książę Holstein-Gottorpu Karol Fryderyk, ale ustanowił go 10 lat później ku pamięci swej małżonki i jej kuzynki, panującej wówczas carycy Anny. Początkowo order był jednoklasowy i miał liczyć tylko 15 kawalerów.
Bezdzietna caryca Elżbieta I mianowała w 1743 syna powyższej pary, Karola Piotra Ulryka, późniejszego Piotra III carewiczem, tak że wielki mistrz orderu przeprowadził się na dwór petersburski, podczas gdy order pozostał odznaczeniem holsztyńskim. W czasie panowania Katarzyny II św. Anna nie miała w ogóle żadnej przynależności narodowej, gdyż Piotr III zrzekł się praw do tronu holsztyńskiego na rzecz innej linii rodu, ale carewicz Paweł Pietrowicz (późniejszy Paweł I) nadawał odznaczenie jako order domowy w pokaźnych ilościach. Po wstąpieniu na tron carski Paweł wcielił św. Annę jako trójklasowy order zasługi do systemu rosyjskiego, gdzie:
- I Klasa to odznaka wieszana na wielkiej wstędze z gwiazdą orderową,
- II Klasa noszona była na wstędze na szyi,
- III Klasa była orderem wojskowym noszonym jako miniatura na rękojeści szabli[1].

12 listopada 1796 ustanowiona została także Odznaka Honorowa Orderu św. Anny (Знaкъ oтличия Орденa cв. Aнны), służąca do wyróżniania podoficerów i żołnierzy za 20 lat nienagannej służby (do 1864), osobiste męstwo i odwagę, a także za czyny bohaterskie i zasługi w służbie wojskowej. Nagrodzeni nią otrzymywali dodatek do żołdu, a w razie wykroczeń byli zwolnieni z kar cielesnych. Od 1804 odznaczeni nie byli zobowiązani do płacenia podatku podusznego, a od 1888 odznaką odznaczano również podoficerów za 10 lat nadterminowej służby wojskowej.
W 1815 car Aleksander I stworzył nową III Klasę noszoną na piersi, a order noszony na szabli (lub innej regulaminowej broni białej: szpady, pałasza lub kordzika) stała się IV Klasą, która była przeznaczona wyłącznie dla oficerów.
Po 1831 św. Anna znalazła się na przedostatnim, szóstym miejscu w hierarchii orderowej, ostatnie siódme otrzymał wcielony do systemu Order św. Stanisława.
Do 1845 wszystkie klasy orderu dawały dziedziczne szlachectwo.
W 1917 zarówno order jak i odznaka zostały zniesione jako odznaczenie państwowe przez władze sowieckie, wraz z całym rosyjskim systemem orderowo-odznaczeniowym.
Obecnie jest jednym z orderów domowych nadawanym przez członków b. panującej dynastii Romanowów.

## Wygląd

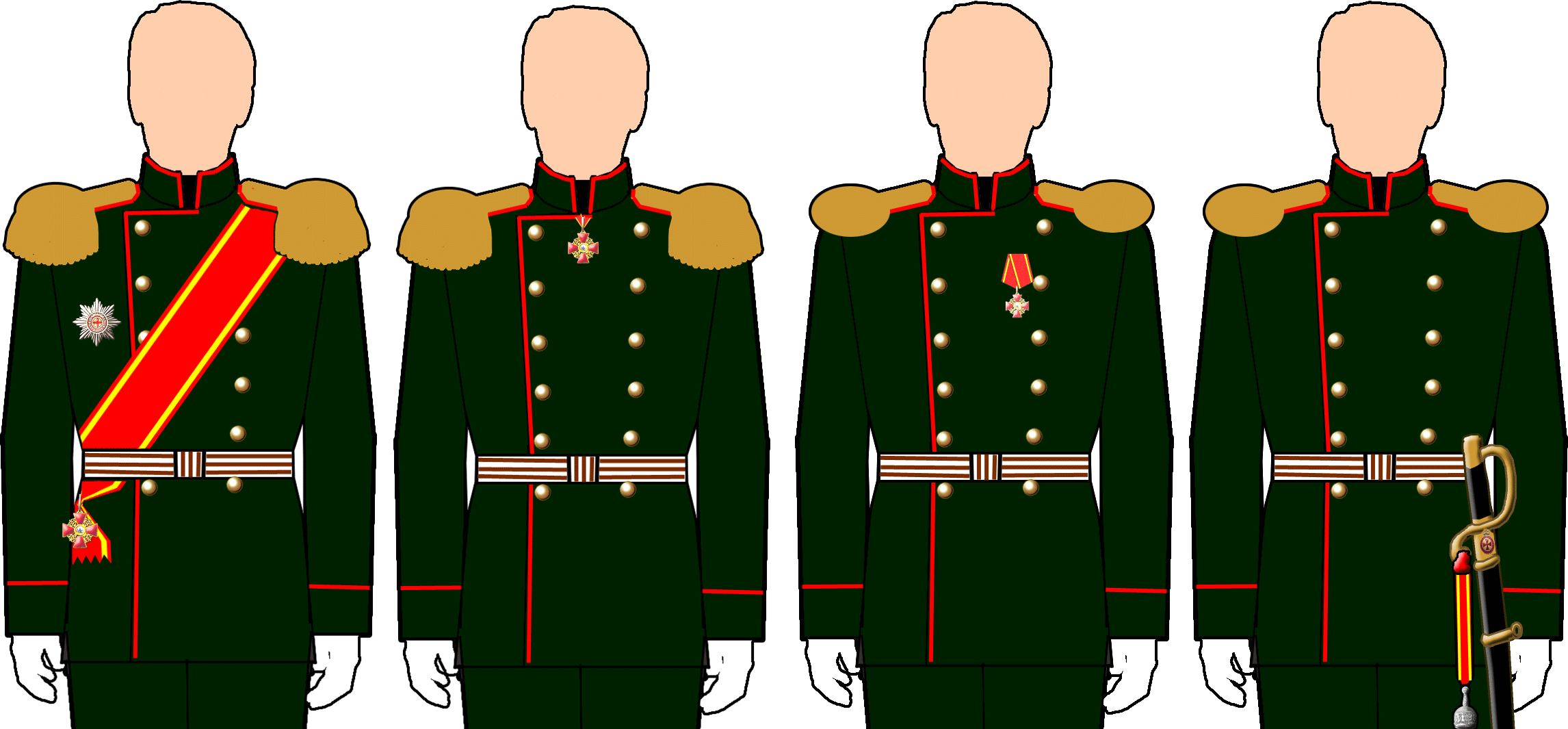
Klasy I, II, III i IV na mundurze

Order holsztyński to krzyż grecki, którego ramiona wykonane były z ciemnorubinowego szkła osadzonego w złotych ramkach, z medalionem przedstawiającym św. Annę w środku, z trzema srebrnymi kulkami na każdym zakończeniu każdego ramienia i ze stylizowanymi złotymi sercami między ramionami. Wygląd utrzymał się krótko po włączeniu orderu do systemu orderów rosyjskich.
Od 1816 odznaka orderu rosyjskiego to krzyż kawalerski (różnej wielkości w różnych klasach) oraz gwiazda (tylko dla I klasy). Krzyż nie posiadał kulek na ich szpicach i emaliowany był na czerwono. Między ramionami krzyża znajdowały się złote ażurowane ornamenty. W środkowym medalionie awersu posiadał emaliową figurę św. Anny z krzyżem w dłoni, w rewersie niebieskie litery „AIPF”, skrót od łacińskich słów Anna Imperatori Petri Filia (Anna Córka Imperatora Piotra), ale jednocześnie również od dewizy orderu Amantibus Iustitiam Pietatem Fidem (kochającym sprawiedliwość, pobożność, wiarę).
III klasa od 1855 za zasługi wojenne nadawana była z mieczami.
Do 1874 Rosjanom nadawano I i II klasę z emaliowaną carską koroną jako zawieszeniem krzyża. W tym samym roku wprowadzono złote miecze, które były podłożone pod płomienie między ramionami krzyża. Od 1829 cudzoziemcom I i II klasę nadawano także z brylantami (lub kryształowymi szkiełkami), którymi okładano płomienie i otoczkę środkowego medalionu.
IV klasą był złotą, okrągłą tarczą o średnicy 25 mm, obwiedzioną wewnątrz krawędzi czerwonym pierścieniem, z koroną u góry i czerwonym krzyżem kawalerskim wewnątrz środkowego medalionu. Na rewersie znajdował się sztyft z nakrętką do mocowania na rękojeści broni białej. Od 1828 broń dekorowana była dodatkowo temblakiem w kolorze wstęgi orderowej, zakończonym pomponem, a od 1829 na rękojeści grawerowano napis „Za Chrabost” (Za Męstwo).
Kawalerowie niechrześcijańscy otrzymywali odznaczenie z carskim orłem zamiast figury świętej w medalionie. 
Początkowo haftowana srebrną nitką, później wykonywana ze srebra ośmiopromienna gwiazda orderowa św. Anny miała w swym środku medalion z czerwonym krzyżem greckim, otoczony dewizą orderu AMANTIBUS IUSTITIAM PIETATEM FIDEM (kochającym sprawiedliwość, pobożność, wiarę). Przy dekoracji z mieczami znajdywały się one nad medalionem gwiazdy. 
Wstęga orderowa była czerwona z żółtymi obustronnymi paskami. I klasę noszono na szarfie z lewego ramienia na prawy bok, gwiazdę na prawej piersi.
Istnieją także odmiany orderu św. Anny (jak i innych orderów carskich mających formę krzyża z czerwoną emalią) wyłożonych (wbrew statutom) czarną emalią. Była to moda panująca w końcu XIX i na początku XX wieku, czarne ordery były lepiej widoczne na niektórych uniformach.

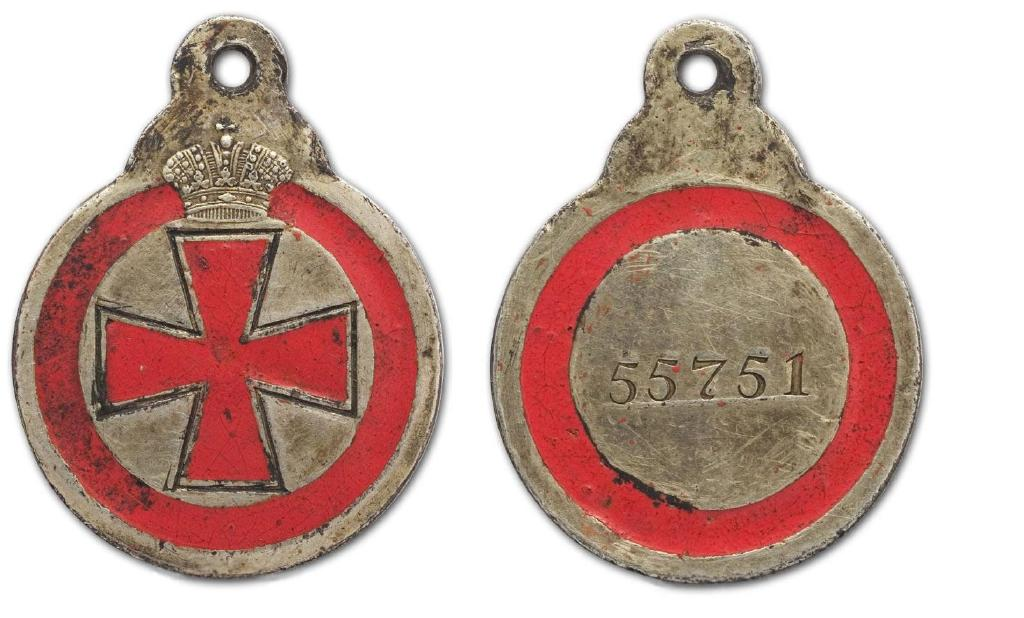
Odznaka Honorowa Orderu św. Anny (awers i rewers).

Odznaka Honorowa Orderu św. Anny to mały medal o średnicy 24,5 mm z koroną lub bez, z krzyżem orderu na awersie i numerem nadania na rewersie. Nazywany był czasem V klasą.

## Odznaczeni
W 1799 kawalerem Orderu Świętej Anny III Klasy został książę Franciszek Ksawery Drucki Lubecki, później także I Klasy. W 1832 orderem I klasy nagrodzony został arcybiskup warszawski Stanisław Kostka Choromański.